# برزووا ناد سویتاووو
برزووا ناد سویتاووو (به چکی: Březová nad Svitavou) یک منطقهٔ مسکونی و شهرستان دارای شهرک سابقاً روستا در جمهوری چک است که در ناحیه سویتاوی واقع شده‌است. برزووا ناد سویتاووو ۱٬۷۱۹ نفر جمعیت دارد.